# Havillah
Havillah az Amerikai Egyesült Államok északnyugati részén, Washington állam Okanogan megyéjében elhelyezkedő önkormányzat nélküli település.
Havillah postahivatala 1905 és 1944 között működött. A település első lakója az 1904-ben ideérkező Martin Schweikert volt.